# Жемтала (река)
Жемтала́ (кабард.-черк. Жэмтхьэлэ, карач.-балк. Жемтала) — река в Республике Кабардино-Балкария. Протекает по территории Черекского района. Левый приток реки Псыгансу (бассейн Малки).

## Характеристики
Длина реки составляет 22 км, площадь водосборного бассейна — 76,2 км². Река берёт начало с северного склона горного массива Мехтыген и течёт на северо-восток, прорезая Лесистый хребет. Устье реки находится в 13 км по левому берегу реки Псыгансу, в селе Зарагиж. В долине реки также расположено село Жемтала.
Наиболее значимые притоки: Малая Жемтала (лв), Мельхопсыпа (пр), Касу (лв).

## Данные водного реестра
По данным государственного водного реестра России относится к Западно-Каспийскому бассейновому округу, водохозяйственный участок реки — Черек. Речной бассейн реки — реки бассейна Каспийского моря междуречья Терека и Волги.
Код водного объекта в государственном водном реестре — 07020000612108200005183.